# Pirates de Chicago
Les Pirates de Chicago (en anglais : Chicago Pirates) sont une ancienne franchise de la Players League basée à Chicago aux États-Unis. Parmi les principaux joueurs des Pirates, citons Charles Comiskey (manager-joueur), et Hugh Duffy, membres du Temple de la renommée du baseball. Avec 2,69 de moyenne de points mérités, le lanceur partant Silver King signe la meilleure moyenne en Players League.
À l'occasion de l'unique saison de la Players League, Chicago termine quatrième sur huit du classement final avec 75 victoires pour 62 défaites.
À la fin de la saison 1890, John Addisson, propriétaire des Pirates, vend l'ensemble de son effectif aux Colts de Chicago (futurs Cubs). Il obtient de plus des parts dans la franchise des Giants de New York.